# Чипіона
Чипіона (ісп. Chipiona) — муніципалітет в Іспанії, у складі автономної спільноти Андалусія, у провінції Кадіс. Населення — 18 722 особи (2010).
Муніципалітет розташований на відстані близько 470 км на південний захід від Мадрида, 25 км на північний захід від Кадіса.

## Демографія
Динаміка населення (INE ):

## Галерея зображень

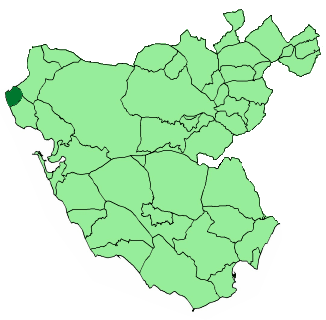
Розташування муніципалітету у провінції Кадіс
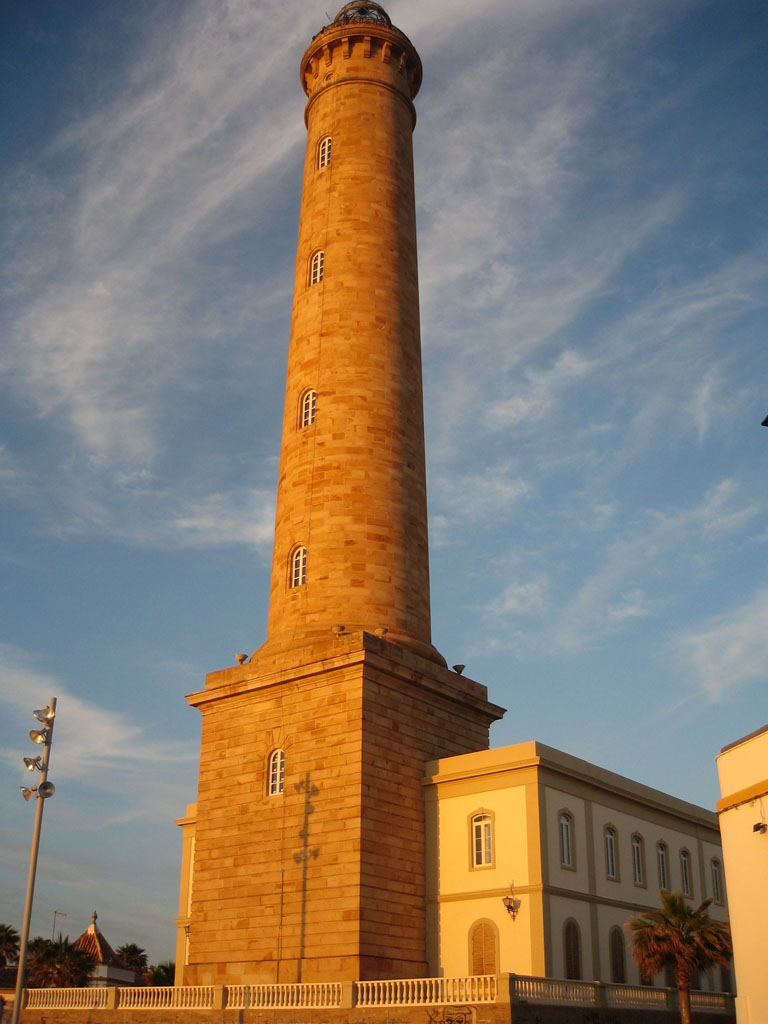
Маяк у місті Чипіона
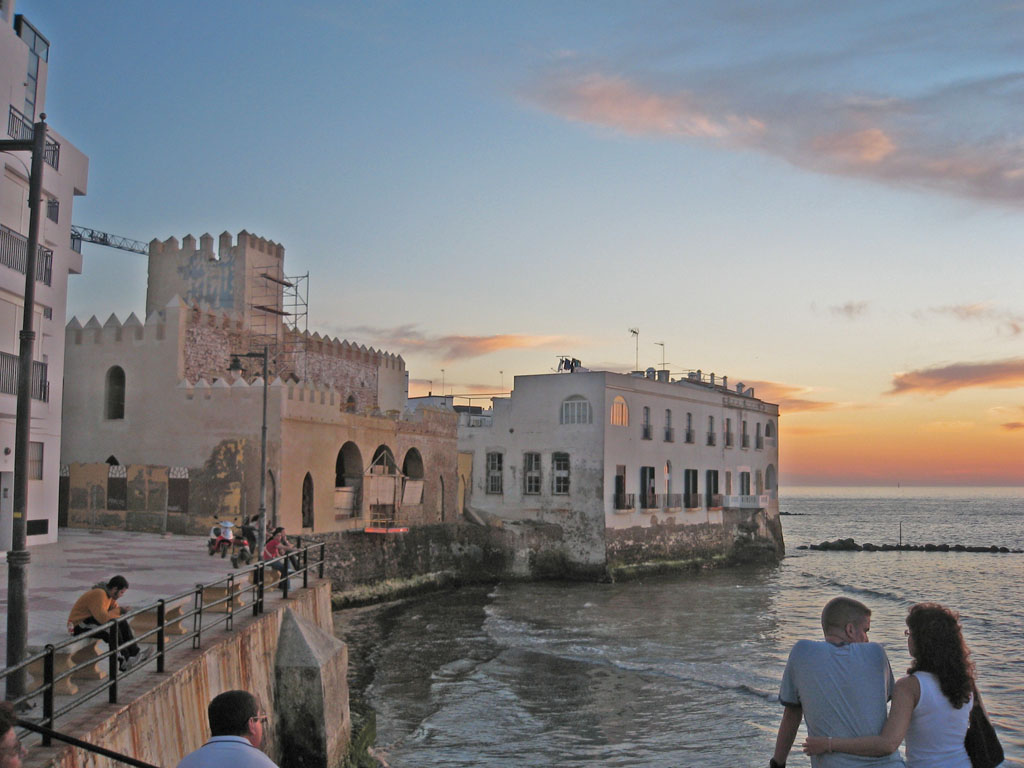
Замок Чипіони
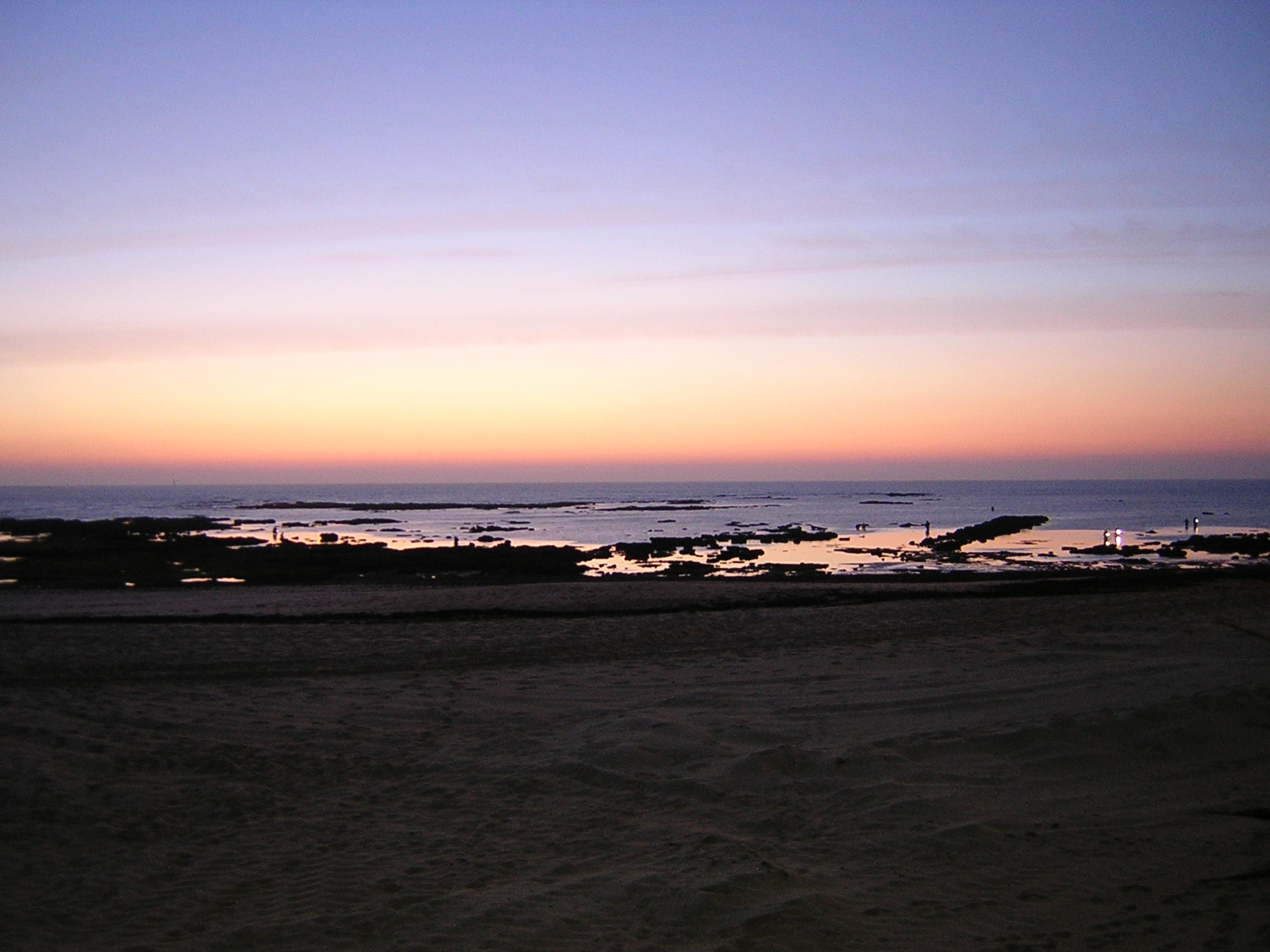
Пляж Ла-Крус-дель-Мар